# Жузбай, Жангали Алимханулы
Жангали Алимханулы Жузбай (Жузбаев) (каз. Жанғали Әлімханұлы Жүзбай; 2 февраля 1961, село Карабулак, Сузакский район, Южно-Казахстанская область, КазССР, СССР) — казахстанский музыкант, виртуозный домбрист, исполнитель традиционного жанра казахской музыки — кюй, искусствовед, музыкальный педагог, профессор. Заслуженный деятель Казахстана (2012), автор ряда хрестоматий и педагогической литературы по Аркинской школе игры на домбре.

## Биография
Родился 2 февраля 1961 года в селе Карабулак Созакского района Южно-Казахстанской области.
В 1985 году окончил Жезказганское музыкальное училище, в том же году поступил в Алма-Атинскую государственную консерваторию им. Курмангазы на факультет народных инструментов, который окончил в 1990 году по специальности домбрист.
В настоящее время преподаватель, профессор кафедры домбры факультета традиционного музыкального искусства Казахского национального университета искусств (г. Нур-Султан);
Автор ряда хрестоматий и педагогической литературы по Аркинской школе игры на домбре.
В его репертуаре народные кюи, произведения казахских народных композиторов (Даулеткерей, Дина Нурпеисова, Казангап, Татимбет, Кыздарбек, Сембек, Курмангазы, Махамбет, а также мангистауских кюйши Есбай, Есир, Кулшар, Ускенбай и др.), современных композиторов. Виртуозный исполнитель кюев Сугира и Толегена.

## Награды и звания
- 2010 — Почётный нагрудный знак Министерства культуры и информации Республики Казахстана «Деятель культуры Казахстана» (каз. Мәдениет қайраткері) — за заслуги в культуре и искусстве.;
- 2012 (5 декабря) — Указом Президента Республики Казахстан награждён почетным званием «Қазақстанның еңбек сіңірген қайраткері» (Заслуженный деятель Казахстана) — за выдающиеся заслуги в традиционном искусстве;[8]
- 2013 (31 октября) — Государственная стипендия Республики Казахстан в области культуры;[9]
- 2018 (10 декабря) — Нагрудный знак МОН РК «Почётный работник образования Республики Казахстан» — за особые заслуги в области просвещения и педагогической науки.;
- 2020 (3 июля) — Юбилейная медаль «25 лет Ассамблеи народа Казахстана»;
- 2020 (20 августа) — Юбилейная медаль «25 лет Конституции Республики Казахстан»;
- 2021 (2 декабря) — Указом президента РК награждён орденом «Курмет».[10]